# Manducus
Manducus es un género de peces perteneciente a la familia Gonostomatidae, del orden Stomiiformes. Este género marino fue descrito científicamente en 1896 por George Brown Goode y Tarleton Hoffman Bean.

## Especies
Especies reconocidas del género:
- Manducus greyae (R. K. Johnson, 1970)
- Manducus maderensis (J. Y. Johnson, 1890)